# Matt Johnson
Matt Johnson (Toronto, 5 ottobre 1985) è un attore e regista canadese.

## Biografia
Ha ottenuto riconoscimenti per i suoi film indipendenti a basso budget, tra cui The Dirties (2013), che ha vinto il premio per il miglior lungometraggio allo Slamdance Film Festival, e Operazione Avalanche (2016), presentato in anteprima al Sundance Film Festival. Il suo terzo lungometraggio, BlackBerry (2023), è stato presentato in concorso al 73º Festival Internazionale del Cinema di Berlino.

## Filmografia
- Nirvana the Band the Show - webserie (2007-2009)

- The Dirties (2013)
- Diamond Tongues (2015)
- How Heavy This Hammer (2015)
- Operation Avalanche (2015)
- Spice It Up (2018)
- Anne at 13,000 ft (2019)
- Matt & Bird Break Loose (2021)
- BlackBerry (2023)
- Matt and Mara (2024)

## Doppiatori italiani
- Edoardo Stoppacciaro in BlackBerry